# Alfred Kastler
Pour les articles homonymes, voir Kastler.
Alfred Kastler, né le 3 mai 1902 à Guebwiller et mort le 7 janvier 1984 à Bandol, est un physicien français lauréat du prix Nobel de physique en 1966. Ses découvertes ont apporté la technique du pompage optique, permettant d'augmenter considérablement les connaissances en physique atomique.
Il s'est aussi manifesté par des engagements politiques et moraux ; il était aussi partisan du bilinguisme et a laissé une œuvre poétique en allemand, la langue de son enfance.

## Biographie

### Jeunesse
Alfred Kastler est né dans une famille protestante d'origine modeste du Haut-Rhin, à l'époque où l'Alsace était annexée depuis 1871 à l'Empire allemand. Pendant la Première Guerre mondiale, ses parents l'envoient de Guebwiller, menacée par des bombardements, à Horbourg, chez sa tante maternelle. Il est scolarisé à l'Oberrealschule de Colmar.

### Études: l'École normale supérieure (1921-1926)
L'Alsace étant redevenue française en 1918, il passe le baccalauréat en 1920, puis fait une année de mathématiques spéciales ; en 1921, il est reçu à l'École normale supérieure, où il reste jusqu'en 1926. Il y suit les conférences de physique d'Henri Abraham et d'Eugène Bloch qui l'initient à la physique atomique, mais il est en même temps étudiant à la faculté des sciences de l'université de Paris, où il suit les cours de physique de Charles Fabry, Aimé Cotton et Anatole Leduc. Il passe en 1923 les licences de physique et de mathématiques.
Durant l'année 1923-1924, il arrête momentanément ses études pour « surmenage et dépression ». L'année suivante, il prépare le diplôme d'études supérieures de chimie sous la direction de Georges Urbain. En 1926, il est reçu premier à l'agrégation de physique.

### Doctorat (1936)
Il enseigne d'abord au lycée de Mulhouse (1926-1927), puis au lycée Bartholdi de Colmar (1927-1928) et à Bordeaux (1928-1931). Il entre alors dans l'enseignement supérieur comme assistant de Pierre Daure, à l'Université de Bordeaux ; il dirige les travaux pratiques des étudiants des certificats de PCN (puis PCB) et de physique générale tout en préparant une thèse de doctorat qu'il soutient en 1936, devant la faculté des sciences de l'université de Paris.
Sa thèse principale porte sur la fluorescence de la vapeur de mercure. Eugène Bloch en est le rapporteur. Alfred Kastler y démontre que l'échange de moment cinétique entre atomes et lumière explique la polarisation des composantes Zeeman. Il devient la même année maître de conférences à Clermont-Ferrand, chargé du cours de physique du certificat de PCB. Deux ans plus tard, en 1938, il est nommé professeur titulaire de la chaire de physique générale de Bordeaux en remplacement de Pierre Daure, nommé recteur de l'Académie de Caen.

### Carrière universitaire
À partir du 1er octobre 1941, sur la demande de Georges Bruhat, il est chargé de la suppléance de Pierre Auger, parti aux États-Unis, pour assurer la maîtrise de conférences de physique déléguée à l'École normale supérieure. Il est ensuite nommé à titre provisoire maître de conférences pour le certificat PCB à la faculté des sciences de l'université de Paris. Paul Soleillet le remplace ensuite.
En 1945, il devient, tout d'abord à titre provisoire (arrêté du 19 septembre 1945), puis à titre définitif, maître de conférences à la faculté des sciences de l'université de Paris, délégué à l’École normale supérieure. Il devient directeur de l'Enseignement supérieur au ministère de l'Instruction publique. Ensuite, il est nommé professeur titulaire de la chaire de physique quantique et relativité à la faculté des sciences de l'université de Paris.
Auguste Rousset succède à Kastler à Bordeaux comme titulaire de la chaire de physique et Paul Soleillet comme maître de conférences au PCB. À Paris, à l'École normale supérieure, Kastler enseigne en 4e année pour la préparation au concours d'agrégation de physique.
Jusqu'en 1951, il est également professeur de physique moléculaire dans le cadre du certificat d'études supérieures de physique supérieure à la faculté des sciences de l'université de Paris. En 1952, il est nommé professeur titulaire à titre personnel et fonde un groupe de recherche qui deviendra le Laboratoire de spectroscopie hertzienne et qu'il codirige avec Jean Brossel. Ce laboratoire prendra en 1994 le nom de ses deux fondateurs. Il a notamment dirigé les travaux de Claude Cohen-Tannoudji pour sa thèse de doctorat ès sciences de 1960 à 1962 et présidé le jury de la thèse de doctorat d'État de Bernard Decomps. En 1958, on lui confie également la direction du nouveau laboratoire de l'horloge atomique créé par le Centre national de la recherche scientifique sur son impulsion.
À partir de 1955, Kastler prend en charge, à la suite d'Eugène Darmois, l'enseignement de la thermodynamique à la faculté des sciences de l'université de Paris, dans le cadre du certificat de physique générale, puis à partir de 1958 du certificat de thermodynamique et mécanique physique. En 1963, il devient professeur titulaire de chaire. À partir de 1962, il est président de l'Institut d'optique théorique et appliquée, succédant à Armand de Gramont. En 1964, il est élu à l'Académie des sciences.

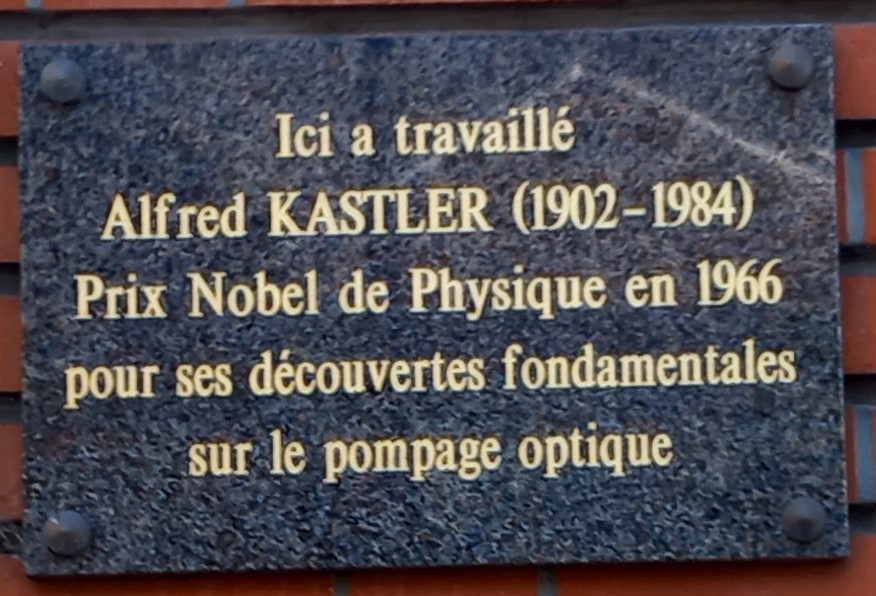
Plaque commémorative à la rue Lhomond à Paris

Il reçoit le prix Nobel de physique de 1966 « pour la découverte et le développement de méthodes optiques servant à étudier la résonance hertzienne dans les atomes », notamment la technique du « pompage optique », élaborée en 1950. Un grand nombre de physiciens français et étrangers ont travaillé sur les voies ouvertes par le pompage optique, et ont ainsi permis d'augmenter considérablement les connaissances en physique atomique. En 1968, il devient directeur de recherches du CNRS. De 1958 à 1972, il préside le comité français d’optique, succédant à Gustave Yvon. En 1972, il prend sa retraite. Il meurt en 1984.

### Engagements
Alfred Kastler est également un humaniste, profondément pacifiste, et hostile aux armes nucléaires. Pendant la guerre d'Algérie, il proteste contre les méthodes du Comité de salut public d'Alger en 1958, et son appartement est plastiqué par l'OAS en 1961. Cela avait fait suite à sa prise de parole au cours d'un meeting organisé à la Sorbonne pour protester contre l'attentat commis chez un autre professeur, Roger Godement. Il préside avec André Trocmé la Fédération française contre l'armement atomique. Il recueille les adhésions à la Ligue nationale contre la force de frappe à la création de laquelle appellent soixante personnalités. Il se déclare « Citoyen du Monde ». Il milite avec le Mouvement contre l'armement atomique (MCAA). Il participe au comité de soutien à la candidature « anti-bombe nucléaire » de René Cruse aux élections législatives à Nevers en 1967. Il s'engage pour la paix au Viêt Nam et soutient les insoumis et déserteurs américains présents en France. En 1979, il cofonda l'Action internationale contre la faim (AICF), dont il sera le premier président jusqu'en 1984. En décembre 1981, il participe à la création du Comité pour le désarmement nucléaire en Europe (CODENE).
Il est aussi plusieurs années président de la Ligue française des droits de l'animal, aujourd'hui dénommée La Fondation droit animal, éthique et sciences, qui attribue le Prix de biologie Alfred Kastler destiné à récompenser des méthodes alternatives à l'expérimentation animale. En 1981, il cosigna, avec Michel Damien et Jean-Claude Nouet, Le grand massacre, une enquête critique sur l'élevage intensif.

## Œuvres
- Alfred Kastler, Recherches sur la fluorescence visible de la vapeur de mercure, Paris, Masson, 1935, 90 p. [thèse pour le doctorat ès sciences physiques].
- Alfred Kastler, La diffusion de la lumière par les milieux troubles : influence de la grosseur des particules, Paris, Hermann, 1952, 77 p.
- Alfred Kastler; Cette étrange matière, avec la collaboration de Philippe Nemo, Paris, Stock, 1976, 270 p.  (ISBN 2-234-00153-6).
- Michel Damien, Alfred Kastler et Jean-Claude Nouet, Le grand massacre, Paris, Fayard, 1981, 383 p.  (ISBN 2-213-01041-2) [sur la protection due aux animaux et les dommages causés par l'élevage intensif].
- Alfred Kastler, Œuvre scientifique. 1, 1930-1955 ; 2, 1956-1983 , textes réunis par Michèle Goubern et Josette Morlane-Hondere ; préf. de Jean Brossel, Paris, Éd. du Centre National de la Recherche Scientifique, 1988, 2 vol., XXII-1339 p.  (ISBN 2-222-04185-6).
- Alfred Kastler, Europe, ma patrie : 32 poèmes de « Heimat », traduction, introduction et notes par Jean-Paul Sorg ; chronologie et bibliographie par Bernard Berger, Saint-Étienne, Aubin, 2004, 133 p.  (ISBN 2-910576-61-2) [édition bilingue].

Poète et fidèle à ses origines, il est l'auteur d'un recueil de poésies en allemand intitulé Europe ma patrie (Deutsche Lieder eines französischen Europäers), publié à Paris par la librairie de Martin Flinker.
Il est membre de l'association Cercle René Schickele Kreis, pour laquelle il préface le livre Notre avenir est bilingue (Zweisprachig: unsere Zukunft) en 1968.

## Hommages
La promotion 1974 (entrée en 1969) de l'INSA de Lyon porte le nom de "promotion Alfred Kastler".
L'année de sa mort, le lycée général de Guebwiller (Haut-Rhin, ville de sa naissance) a reçu le nom de Lycée Alfred Kastler.
Depuis 1984, la Société française de physique décerne le prix Gentner-Kastler.
En 1989, le lycée de Cergy Ville Nouvelle est renommé Lycée Alfred Kastler de Cergy-Pontoise. La cité scolaire de Stenay porte le nom Alfred Kastler.
Depuis 1996, une place de Paris, près de l’École normale supérieure, porte le nom de place Alfred-Kastler.
Un lycée général et technologique ainsi qu'un lycée professionnel portent son nom à Denain.
Un lycée général, technologique et professionnel porte son nom à Talence.
Depuis le 23 juin 2023, une médiathèque porte son nom à Bandol.

## Distinctions et récompenses
- 1946 : prix Félix-Robin[20]
- 1951 : Prix de l'association Au service de la Pensée française
- 1954 : prix Holweck[21]
- 1964 : élu membre de l'Académie des sciences
- 1964 : médaille d'or du CNRS[22]
- 1966 : prix Nobel de physique[23]
- 1973 : Doctorat honorifique ès sciences de l'Université de Sherbrooke[24]